# 郑丽丽 (工程热物理专家)
郑丽丽，清华大学航天航空学院教授，主要从事晶体生长、热等离子态喷涂、计算流体力学和传热学等方面的研究工作。入选中华人民共和国教育部2008年度"长江学者"特聘教授。曾就读于剑桥大学工程系。